# Méré (Yvelines)
Méré ist eine französische Gemeinde mit 1.695 Einwohnern (Stand: 1. Januar 2022) im Département Yvelines in der Region Île-de-France. Sie gehört zum Arrondissement Rambouillet und zum Kanton Aubergenville (bis 2015: Kanton Montfort-l’Amaury). Die Einwohner werden Méréens genannt.

## Geographie
Méré befindet sich etwa 22 Kilometer westlich von Versailles. Die Gemeinde gehört zum Regionalen Naturpark Haute Vallée de Chevreuse. Umgeben wird Méré von den Nachbargemeinden Vicq im Norden, Neauphle-le-Vieux im Nordosten, Mareil-le-Guyon im Osten, Bazoches-sur-Guyonne im Südosten, Montfort-l’Amaury im Süden, Grosrouvre im Südwesten, Galluis im Westen sowie Boissy-sans-Avoir im Nordwesten.
Durch die Gemeinde führt die Route nationale 12.

## Bevölkerungsentwicklung
| Jahr                      | 1962 | 1968 | 1975 | 1982 | 1990 | 1999 | 2006 | 2012 |
| Einwohner                 | 774  | 807  | 1036 | 1140 | 1353 | 1675 | 1699 | 1699 |
| Quelle: Cassini und INSEE |      |      |      |      |      |      |      |      |

## Sehenswürdigkeiten
- Kirche Saint-Denis aus dem 12. Jahrhundert

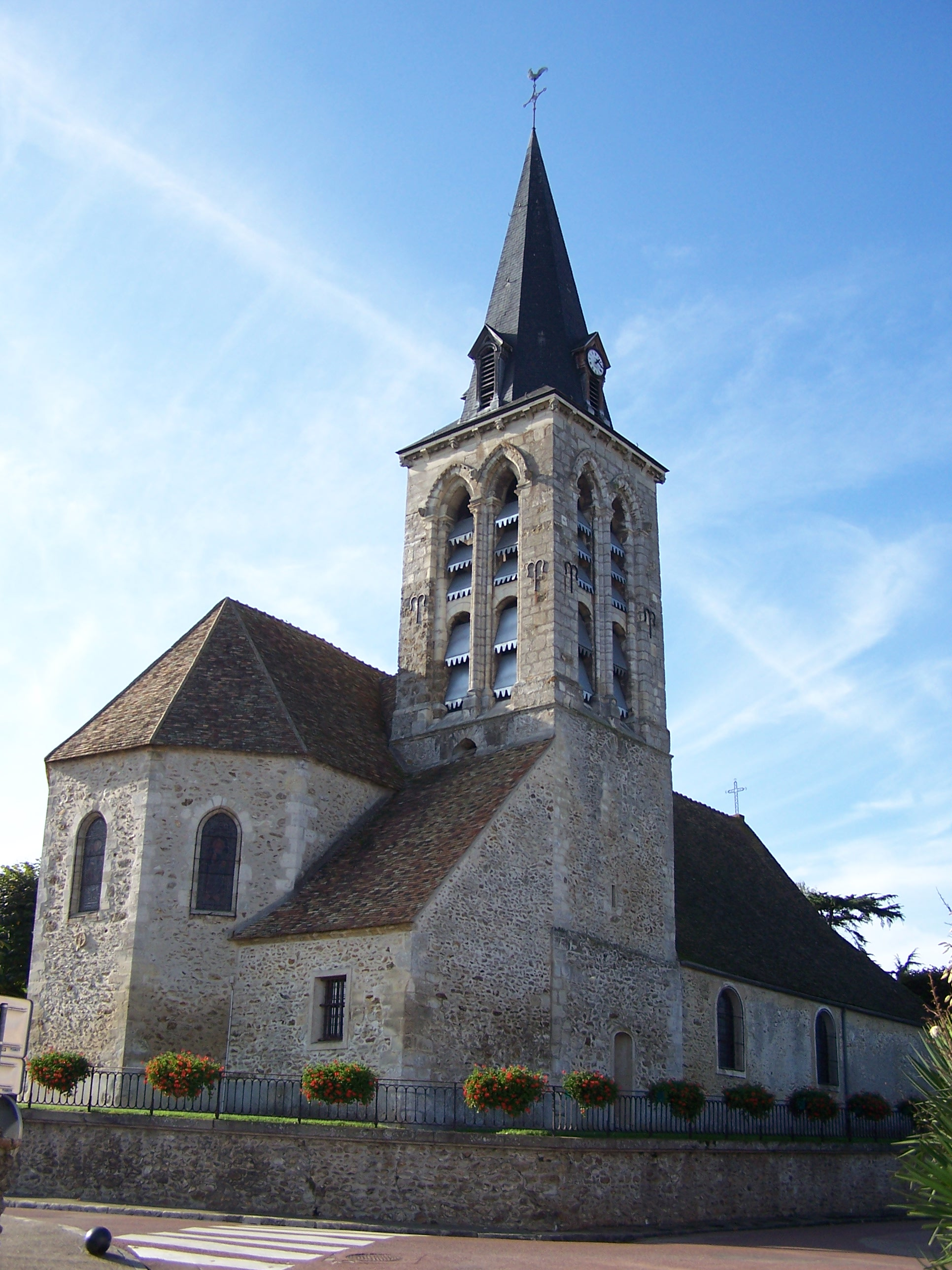
Kirche Saint-Denis

## Persönlichkeiten
- François Quesnay (1694–1774), Arzt und Wirtschaftsphilosoph